# Três Lagoas (tiểu vùng)
Três Lagoas là một tiểu vùng thuộc bang Mato Grosso do Sul, Brasil. Tiều vùng này có diện tích 50495 km², dân số năm 2007 là 124901 người.